# إريك شميد (ملحن)
إريك شميد هو موزع وملحن سويسري، ولد في 1907 في Balsthal ‏ في سويسرا، وتوفي في 17 ديسمبر 2000 في زيورخ في سويسرا.

## وصلات خارجية
- إريك شميد على موقع ميوزك برينز (الإنجليزية)
- إريك شميد على موقع ديسكوغز (الإنجليزية)